# Ente Nacional Regulador del Gas y la Electricidad
El Ente Nacional Regulador del Gas y la Electricidad (ENRGE) es un organismo autárquico que empezará a operar antes del 3 de enero de 2026 en el ámbito de la Secretaría de Energía, que integra el Ministerio de Economía. Su función será controlar y fiscalizar las actividades del sector del gas natural y de la energía eléctrica en el país.
Fue creado el 7 de julio de 2025 mediante el Decreto 452/2025 a través de la unificación de las funciones del Ente Nacional Regulador del Gas (ENARGAS) y el Ente Nacional Regulador de la Electricidad (ENRE).

## Historia
Durante la presidencia de Javier Milei, en medio de un proceso de reducción del gasto público y amparándose en las facultades extraordinarias dadas tras la aprobación del Congreso de la Nación de la Ley de Bases y Puntos de Partida para la Libertad de los Argentinos, el Ministerio de Desregulación y Transformación del Estado anunció, el 7 de julio de 2025, la unificación de ENARGAS y ENRE bajo un único organismo autárquico simplificado.En el decreto fundacional se menciona como objetivo alcanzar los estándares internacionales propuestos por la Organización para la Cooperación y el Desarrollo Económicos (OCDE), tras la solicitud de Argentina de entrar a dicha organización en 2023.

## Organización
A diferencia del modo de designación del ENRE, en donde los gobernadores podían nombrar a dos integrantes del directorio, en el ENRGE, el poder ejecutivo designa a los 5 integrantes. El directorio está formado por un presidente, un vicepresidente y tres vocales.